# Paul-Émile Botta
Pour les articles homonymes, voir Botta.
Paul-Émile Botta, né le 6 décembre 1802 à Turin et mort le 29 mars 1870 à Achères, est un diplomate, archéologue et entomologiste français.

## Biographie
Né peu après l'annexion du Piémont par la France, le 11 septembre 1802, Paul-Émile Botta est le fils de Carlo Giuseppe Guglielmo Botta, médecin militaire dans l'armée de Bonaparte, puis enseignant en médecine à Rouen à partir de 1820. Il étudie la médecine à Rouen, puis à Paris. En avril 1826 au Havre, il embarque à bord du Héros, voilier commandé par le capitaine Auguste Duhaut-Cilly. Il sert comme naturaliste et médecin de bord, quoiqu'il n'ait pas encore son diplôme, et fait le tour du monde, revenant au Havre en juillet 1829. Il passe sa thèse de doctorat le 5 janvier 1830.
Paul-Émile Botta se destine d'abord à une carrière diplomatique. Son premier poste diplomatique le conduit à Alexandrie en Égypte. En 1837, il est envoyé par le Muséum d'histoire naturelle de Paris collecter les produits naturels de la côte d'Arabie et du Yémen. Ses notes sont publiées à Paris en 1841.
En 1842, il est nommé consul à Mossoul, poste créé par Louis-Philippe pour Émile Botta. Ce dernier qui avait une bonne connaissance des textes de la Bible, beaucoup de curiosité et la volonté de connaître les civilisations anciennes, cherchait Ninive et Babylone.
C'est de 1843 à 1844 qu'il découvre à Khorsabad, sur la rive orientale du Tigre, l'angle du palais de Sargon II, qu'il croit être des ruines de Ninive. Dirigeant trois cents ouvriers, il dégage 14 salles et trois cours.
Les sculptures et les reliefs les mieux conservés découverts sur ce site ont été chargés sur des radeaux et acheminés sur le Tigre jusqu'à Bassorah, puis au Havre en bateau, pour créer à Paris en 1847 le premier musée assyrien d'Europe. Ils sont aujourd'hui conservés au musée du Louvre. En l'absence de photographie, le relevé des fouilles a été fait par le peintre et dessinateur Eugène Flandin qui publie en 1849 Les Monuments de Ninive. De 1852 à 1855, Victor Place, successeur de Botta sur les fouilles de Khorsabad, achève le dégagement du palais de Sargon.
En 1848, Botta est nommé consul à Jérusalem en Palestine. Les motifs d'amertume s'accumulent : sa suggestion de fouilles à Saïda et à Sour, les anciennes Sidon et Tyr, reste sans écho ; la publication de ses manuscrits de fouilles, contenant des textes en cunéiforme, traîne en longueur. Un abus de confiance lui fait perdre ses rentes. Envoyé en 1854 à Constantinople pour demander le transfert de la garde du Saint-Sépulcre des Grecs orthodoxes aux Latins, il échoue dans cette négociation face à l'influence russe.
En butte à « l'hostilité des uns et l'ingratitude des autres », il est affecté en juin 1855 à Tripoli de Barbarie (aujourd'hui capitale de la Libye). En 1868, il est promu à Tripoli commandeur de la Légion d'honneur.
À l’issue d’obsèques célébrées à Sainte-Clotilde de Paris, il a été inhumé à Achères, où sa tombe a depuis disparu après la construction du monument aux morts de la commune.

## Hommages
Une rue de Jérusalem-ouest à son nom a été inaugurée le 29 octobre 1948 à l'occasion du centenaire de la prise de poste de Botta comme consul, on y trouve le consulat général de France à Jérusalem.

## Jugements
« Dîner chez Botta. Homme en ruines, homme de ruines. Nie tout et m'a l'air de tout haïr. [] Il apprend maintenant le piano et avoue qu'il n'est pas un creuseur. Fatigué de tentatives (sa vie en est un tissu : médecin, naturaliste, archéologue, consul), il essaye de celle-là »

— Gustave Flaubert

## Distinctions
- Chevalier de la Légion d'honneur (29 avril 1838)[12]
- Commandeur de la Légion d'honneur (15 août 1868) à Tripoli[12]

## Publications
- De l'usage de fumer l'opium. (Cand. Paul-Émile Botta), in-4º Pièce, t. 8, p. 257, Paris, 23 novembre 1829.
- Lettres de M. Botta sur ses découvertes à Khorsabad, près de Minire, publiées par M. J. Mohl,…, Extrait au "Journal asiatique", 1843-1845, Édition : Paris, Impr. royale, 1845, in-8º, XII-72 p., pl.
- Lettres… sur ses découvertes à Khorsahad…, in-8º, Édition : Paris, 1845.
- Monument de Ninive découvert et décrit par M. P-E. Botta, mesuré et dessiné par M. E. Flandin…, t. V. Texte, Gr. In-fol., XI-361 p., Paris, Imprimerie Nationale, 1850.
- Relation d'un voyage dans l'Yémen, entrepris en 1837 pour le Muséum d'histoire naturelle de Paris, précédée d'une notice sur l'auteur par Ch. Levavasseur,…, in-8º, 172 p., portr., Paris, E. de Soye et fils, 1880.